# Kalsoyarvegur

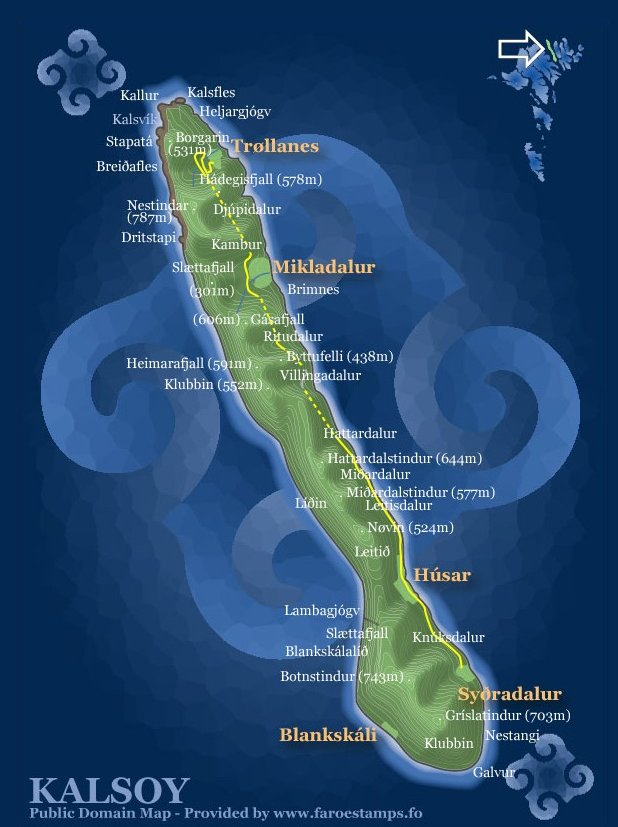
Kaart van Kalsoy

De Kalsoyarvegur is de enige verbindingsweg op het eiland Kalsoy, onderdeel van de Faeröer. De weg is aangelegd om de dorpjes op het eiland per auto te kunnen bereiken. In 1980 opende het zuidelijke deel vanuit de veerverbinding bij Syðradalur tot aan Mikladalur. In 1985 opende het noordelijke deel tot aan Trøllanes. Door het bergachtige karakter van het eiland was het noodzakelijk om 4 tunnels aan te leggen. 

## Tunnels
De Kalsoyarvegur heeft in totaal 4 tunnels met een gezamenlijke lengte van 5426 meter. Een 220 meter lange zijtak van de Trøllanestunnilin naar landbouwgrond in het Djúpidalur is hierin inbegrepen. 
De Trøllanestunnilin is de langste tunnel en loopt onder de Nestindar door, dat met een hoogte van 788 meter de hoogste berg van Kalsoy is.
| Tunnel                | Bouwjaar | Lengte (m) | Rijstroken |
| --------------------- | -------- | ---------- | ---------- |
| Villingardalstunnilin | 1979     | 1193       | 1          |
| Ritudalstunnilin      | 1980     | 683        | 1          |
| Mikladalstunnilin     | 1980     | 1082       | 1          |
| Trøllanestunnilin     | 1985     | 2248       | 1          |